# Hemorragia de las cuerdas vocales
La hemorragia de las cuerdas vocales ocurre cuando un vaso sanguíneo en las cuerdas vocales se rompe, lo que provoca la filtración de sangre en la lámina propia superficial y disfonía (ronquera). La ruptura suele ser el resultado de una vocalización excesivamente fuerte o incorrecta, y puede ocurrir una vez o repetirse. El tratamiento consiste en reposo vocal, ya que la falta de descanso puede ocasionar cicatrices permanentes.